# Zalmoxis neoguinensis
Zalmoxis neoguinensis is een hooiwagen uit de familie Zalmoxioidae.